# マーティン・ヘイズ
マーティン・ヘイズ (英: Martin Hayes、アイルランド語: Máirtín Ó hAodha 、1961年11月13日-)はアイルランド人のフィドル奏者。

## 略歴
マーティンは、タラ・ケーリー・バンド（en:The Tulla Céilí Band）の創設メンバーの一人であるP・J・ヘイズを父として、アイルランドのクレア県東部、フィークルとタラ（en:Tulla）の中間に位置するマヘラ(Maghera)に生まれた。6回オールアイルランドチャンピオンを獲得し、2000年にはBBCによって新しく始められたen:BBC Radio 2 Folk Awardsにてインストゥメンタリスト・オヴ・ジ・イヤー（Instrumentalist of the Year）を、2008年にはアイルランド語の TV局 TG4が毎年開催する 'グラダム・キョール(Gradam Ceoil) TG4' にてトラディショナル・ミュージシャン・オヴ・ジ・イヤー（Traditional musician of the year）を受賞している。
彼は今までに、父P・J・ヘイズおよびマーク・グレゴリー（Mark Gregory）と共演したThe Shores of Lough Graney、自分自身の名前を冠したデビューアルバム (共演：ランダル・ベイズ（en:Randal Bays）のギター、ジム・チャップマン（Jim Chapman）のピアノ) 、アンダー・ザ・ムーン (Under the Moon、共演：スティーヴ・クーニー（Steve Cooney）のギター、P. J. ヘイズのフィドル、ランダル・ベイズのギター/フィドル、ジョン・ウィリアムズ(John Williams)のコンサーティーナ/アコーディオン)、そして重要な共演者であるギター奏者デニス・カヒル(Dennis Cahill)と共演した3枚(ザ・ロンサム・タッチ（The Lonesome Touch）、ライヴ・イン・シアトル（Live in Seattle）およびウェルカム・ヒヤー・アゲイン（Welcome Here Again）)の計6枚のアルバムを録音している。また、ボタン・アコーディオン/コンサーティーナ奏者クリスティー・マクナマラ(Christy McNamara)のCD The House I was Reared Inや、コンサーティーナ奏者メアリー・マクナマラ(Mary MacNamara)のCD Traditional Music from East Clare、フィークル音楽祭20周年記念のコンピレーションCD Reeling Through the Yearsなどといった形でクレア東部出身の音楽家との録音に多く参加している。
マーティンは、歌手イアラ・オリナード(en:Iarla Ó Lionáird)、フィドル奏者クイヴィーン・オラハリッグ(en:Caoimhín Ó Raghallaigh)、デニス・カヒルおよびトーマス・バートレット(en:Doveman)と共に現代のアイルランド音楽バンドであるザ・グローミング（The Gloaming）のメンバーであり、2014年にバンド自身の名前を冠したデビューアルバムをブラスランド・レコード(en:Brassland Records、アメリカ国内)とリアル・ワールド・レコード (アメリカ以外の全世界)からリリースしている。
また、クイヴィーン・オラハリッグ、作曲家パダー・オリアダ(Peadar Ó Riada)と共にバンド Triúrを2008年に結成し、全曲パダー・オリアダ作曲のチューンで構成された3枚のCDをリリースしている。その他、フルート奏者ケヴィン・クローフォード（en:Kevin Crawford）、ギター奏者ジョン・ドイル（en:John Doyle (musician)）とともにバンド ティートテイラーズ（Teetotallers）を結成している。
マーティンは、タラ・ケーリー・バンド（en:The Tulla Céilí Band）とよく共演している。また、8月上旬に開催されるフィークルの音楽祭に毎年出演している他、2003年から毎年夏にコーク県バントリー（en:Bantry）のバントリー・ハウスで開かれている音楽祭マスターズ・オヴ・トラディション（Masters of Tradition）の音楽監督も務めている。

## ディスコグラフィー
- The Shores of Lough Graney (1990年。P・J・ヘイズ、マーク・グレゴリーとの共演。Ice Nine Productions ICE 003 カセット)
- The Shores of Lough Graney (2011年、CDでの再リリース[7]。P・J・ヘイズ、マーク・グレゴリー、デニス・カヒルとの共演。Quillan Records CD 001)

マーティン・ヘイズ
- Martin Hayes(邦題：ファースト・アルバム、1992年、グリーン・リネット #1127)
- アンダー・ザ・ムーン (Under the Moon、1995年、グリーン・リネット #1155)

マーティン・ヘイズ＆デニス・カヒル
- ザ・ロンサム・タッチ (The Lonesome Touch、1997年、グリーン・リネット #1127)
- ライヴ・イン・シアトル (Live in Seattle、1999年、グリーン・リネット #1195)
- ウェルカム・ヒヤー・アゲイン(Welcome Here Again、2008年、グリーン・リネット #1233)

マーティン・ヘイズ・カルテット（Martin Hayes Quartet）
- The Blue Room (2017年)

タラ・ケーリー・バンドの一員として
- A Celebration of 50 Years (1996年、グリーン・リネット)
- 60th Anniversary Celebration (2007年)

ザ・グローミング
- ザ・グローミング (The Gloaming、2014年、Brassland Records ／リアル・ワールド・レコード)
- 2 (2016年)

Triúr
- Triúr Sa Draighean (2010年)
- Triúr Arís (2012年)
- Triúr – Omós (2013年)

その他の参加作品
- My Love is in America (The Boston College Fiddle Festival。1991年、グリーン・リネット #1110)
- Traditional Music from East Clare （メアリー・マクナマラ。1994年、クラダ・レコード（en:Claddagh Records）)
- John Williams (ジョン・ウィリアムズ。1995年、グリーン・リネット #1157)
- The Gathering (参加アーティスト多数。1997年、リアル・ワールド・レコード UKCDRW62)
- Celtic Sessions (ウィリアム・コウルター（en:William Coulter）とその友人。1997年、Gourd Music)
- Solo Fiddle (ケヴィン・バーク 。1999年、グリーン・リネット #1196)
- Poor Man's Troubles (ブルース・モルスキー（en:Bruce Molsky）。2000年、Rounder)
- I Could Read the Sky(イアラ・オリナード。2000年、リアル・ワールド・レコード)
- Murphy's Irish Pub(ローラ・マッケンジー（Laura MacKenzie）／ジョン・ウィリアムズ／ディーン・マグロー（en:Dean Magraw）。2005年、 Compass Productions)
- The Wildlife Album (2005年、Market Square Records Cat No. MSMCD134)
- Sligo Live 06 (2006年、Sligo Live Sampler, Promotional Use Only)
- The House I Was Reared In  (クリスティー・マクナマラ。2007年、Durra Records)
- Reeling Through The Years (2007年) フィークル音楽祭20周年記念コンピレーションCD
- Today, Tomorrow & on Sunday (ヘレン・ヘイズ(Helen Hayes)。2008年、CDHHG 001)
- The Humours of Tulla (The Tulla Comhaltas Archive Collection。2009年)
- Highlander's Farewell (アリステア・フレイザー／ナタリー・ハース（en:Natalie Haas）／ブルース・モルスキー。2011年)